# آمبالامیدرا آمبوهیمانانا
آمبالامیدرا آمبوهیمانانا (به لاتین: Ambalamidera Ambohimanana) یک منطقهٔ مسکونی در ماداگاسکار است که در هائوته ماتسیاترا واقع شده‌است. آمبالامیدرا آمبوهیمانانا ۴٬۵۵۲ نفر جمعیت دارد و ۱٬۱۶۰ متر بالاتر از سطح دریا واقع شده‌است.